# Eliézer Yehouda Finkel (Pologne et Jérusalem)
Pour les articles homonymes, voir Finkel.
Ne doit pas être confondu avec Eliézer Yehouda Finkel (Jérusalem).
 Eliézer Yehouda Finkel connu comme Reb Leizer Yudel Finkel (né en 1879 à Kelmė en Lituanie et mort en 1965, à Jérusalem en Israël) est un rabbin orthodoxe israélien d'origine polonaise, le rosh yeshiva de la yechiva de Mir en Biélorussie, puis à Jérusalem en Israël.

## Biographie
Eliézer Yehouda Finkel est né à Kelmė en Lituanie en 1879. Il est le fils du rabbin Nosson Nata Zvi Finkel (le Alter de Slabodka ou le Vieux de Slabodka), né en 1849, à Raseiniai, en Lituanie et mort le 1er février 1927 à Jérusalem (alors en Palestine mandataire, aujourd'hui en Israël) et de Gittel (Gertrude) Wolpert, née en 1857 à Kelmė en Lituanie et morte le 3 mars 1930 à Jérusalem (alors en Palestine mandataire, aujourd'hui en Israël). 
Il fait partie d'une fratrie de six enfants dont Avraham Samuel Finkel (né en 1879 à Slabodka (Kaunas) en Lituanie et mort le 3 septembre 1951 à Jérusalem), Sara Liba Platchinski (née en 1880 à Kelmė, Lituanie et morte en 1941 à Daugavpils, Lettonie), Mariasha Guttel Sher (née en 1881 à Kelmė, en Lituanie et morte le 1er juillet 1959 à Bnei Brak en Israël,le rabbin Moshe Reuven Finkel (né en 1884 à Kelmė, en Lituanie et mort le 5 octobre 1925 à Hébron), Robert Simeon Finkel (né en 1889 à Kelmė, en Lituanie et mort en 1965 à Détroit, Michigan).
En 1903, il épouse Malka Kamay, née en 1875 et morte le 23 septembre 1958. Elle est la fille du rabbin Eliyahu Baruch Kamai, né le 17 septembre 1840 à Shkod et mort le 2 juillet 1917 à Minsk (Biélorussie), rosh yeshiva de la yechiva de Mir et de Rivka Jaffe (Yaffe), née en 1843 et morte en 1909 en Biélorussie.
Ils ont cinq enfants : le rabbin Chaim Ze'ev Finkel (né le 28 février 1906 et mort le 15 septembre 1965), Chana Miryam Shmuelevitz (née le 1er août 1907 à Mir, en Biélorussie et morte le 5 octobre 1995 à Jérusalem, en Israël), Avrohom Meir Finkel (né en 1908 à Mir, en Biélorussie et mort le 22 août 1942 à Varsovie en Pologne), Moshe Finkel (né le 13 octobre 1910 et mort en 2004) et le rabbin Beinish Finkel (né en 1911 à Mir, en Biélorussie et mort le 13 février 1990 à Jérusalem, en Israël).

### La yechiva de Mir (Biélorussie)
En 1903, Eliézer Yehouda Finkel épouse la fille du rosh yeshiva de la yechiva de Mir. Trois ans plus tard, il devient membre de l'administration de la yechiva. Avec la mort de son beau-père, en 1917, il devient rosh yeshiva.

### Seconde Guerre mondiale
Lorsque la Seconde Guerre mondiale éclate, la yechiva de Mir est forcée de s'exiler et parvient à atteindre Kobe au Japon puis Shanghai en Chine.

### La yechiva de Mir (Jérusalem)
Après la guerre, les étudiants de la yechiva de Mir, quittent la Chine et immigrent aux États-Unis, sous la direction du rabbin Chaim Leib Shmuelevitz, le gendre de Eliézer Yehouda Finkel. Ce dernier fonde la nouvelle yechiva de Mir à Jérusalem.
Lorsque Eliézer Yehouda Finkel décède le 19 juillet 1965 (19 Tammouz 5725), son fils, le rabbin Beinish Finkel et son beau-frère, le rabbin Chaim Leib Shmuelevitz deviennent les rosh yeshiva. Chaim Leib Shmuelevitz est considéré comme le principal rosh yeshiva et quand il meurt, son neveu, le rabbin Nochum Partzovitz, le remplace. Le rabbin Beinish Finkel devient Rosh Yeshiva après le décès du rabbin Nachum Partzovitz. À la mort du rabbin Beinish Finkel en 1990, son neveu et gendre, le rabbin Nathan Tsvi Finkel devient Rosh Yeshiva. Après la mort soudaine de ce dernier, le 8 novembre 2011, son fils aîné, le rabbin Eliézer Yehouda Finkel, est nommé comme successeur de son père.